# 2022 à la télévision
| Années de la télévision : 2019 - 2020 - 2021 - 2022 - 2023 - 2024 - 2025    |
| Décennies de la télévision : 1990 - 2000 - 2010 - 2020 - 2030 - 2040 - 2050 |

 (janvier 2022).
Si vous disposez d'ouvrages ou d'articles de référence ou si vous connaissez des sites web de qualité traitant du thème abordé ici, merci de compléter l'article en donnant les références utiles à sa vérifiabilité et en les liant à la section « Notes et références ».
Cet article présente les faits marquants de l'année 2022 à la télévision.

## Événements
- 3 janvier : Gulli lance Gulli Prime
- Du 4 au 20 février : Jeux Olympiques d'hiver de Pékin 2022 sur France Télévisions et Eurosport
- 24 février : retour de New York, Police Judiciaire aux États-Unis après plus de 12 ans d'arrêt[1]
- Du 4 au 13 mars : Jeux Paralympiques d'hiver de Pékin 2022 sur France Télévisions et Eurosport
- 23 août : MasterChef de retour pour une saison 6, sur France 2 cette fois-ci
- À partir du 8 septembre : Y a que la vérité qui compte, l'émission de Bataille et Fontaine fait son retour sur C8[2]
- Octobre : La Star Academy sur TF1 de retour après 9 ans d'absence pour une dixième saison.
- 18 octobre : 100e anniversaire de la BBC[3]
- 18 novembre, arrêt de la série Plus belle la vie sur France 3 après 17 saisons.
- Du 20 novembre au 18 décembre : Coupe du monde de football 2022 sur TF1 et BeIN Sports

## Documentaires
| Titre                                                      | Réalisation                   | Date de diffusion                |
| France 2                                                   | France 2                      | France 2                         |
| ---------------------------------------------------------- | ----------------------------- | -------------------------------- |
| La rafle des notables                                      | Gabriel Le Bomin              | 23 mars (rediffusé sur France 5) |
| France 3                                                   |                               |                                  |
| Il était une fois Marseille                                | Hugues Nancy                  | 6 avril                          |
| Deneuve, la reine Catherine                                | Virginie Linhart              | 14 avril                         |
| La grande histoire de la Bretagne                          | Frédéric Brunnquell           | 4 mai                            |
| L'épopée des vignerons                                     | Emmanuelle Nobécourt          | 7 septembre                      |
| Jane Birkin et nous                                        | Thierry Gautier Sylvain Leduc | 16 septembre                     |
| France 5                                                   |                               |                                  |
| Eva Perón, icône et pasionaria                             | Julien Leloup                 | 2 octobre                        |
| Le palais des hiéroglyphes, sur les traces de Champollion  | Patrick Cabouat               | 6 octobre                        |
| Simone Veil et ses sœurs                                   | David Teboul                  | 9 octobre                        |
| Patrick Dewaere, mon héros                                 | Alexandre Moix                | 21 octobre                       |
| Arte                                                       |                               |                                  |
| Au cœur des volcans : Requiem pour Katia et Maurice Krafft | Werner Herzog                 | 1er octobre                      |
| TMC                                                        |                               |                                  |
| Nikos en vrai, à l'ombre des lumières                      | Valérie Inizian               | 9 février                        |
| Netflix                                                    |                               |                                  |
| Jeffrey Dahmer : autoportrait d'un tueur                   | Joe Berlinger                 | 7 octobre                        |
| L'Évadé : l'étrange affaire Carlos Ghosn                   | Lucy Blakstad                 | 26 octobre                       |
| I am a Stalker                                             | Alex Nikolic-Dunlop           | 28 octobre                       |

## Émissions
| Série                       | Saison                    | Date de début | Date de fin | Présentation            |
| TF1                         | TF1                       | TF1           | TF1         | TF1                     |
| --------------------------- | ------------------------- | ------------- | ----------- | ----------------------- |
| Mask Singer                 | 3                         | 1er avril     | 13 mai      | Camille Combal          |
| Mask Singer                 | 4                         | 23 août       | 11 octobre  | Camille Combal          |
| Danse avec les stars        | 12                        | 9 septembre   | 11 novembre | Camille Combal          |
| France 2                    |                           |               |             |                         |
| Les Rencontres du Papotin   | Les Rencontres du Papotin | 3 septembre   | En cours    | la rédaction du Papotin |
| Quelle époque !             | 1                         | 24 septembre  | En cours    | Léa Salamé              |
| France 3                    |                           |               |             |                         |
| Vivement dimanche           | 25                        | 28 août       | En cours    | Michel Drucker          |
| France 5                    |                           |               |             |                         |
| C à vous                    | 14                        | 29 août       | En cours    | Anne-Élisabeth Lemoine  |
| La Grande Librairie         | 15                        | 7 septembre   | En cours    | Augustin Trapenard      |
| C médiatique                | 1                         | 11 septembre  | En cours    | Mélanie Taravant        |
| Le Monde en face            | 14                        | 11 septembre  | En cours    | Mélanie Taravant        |
| M6                          |                           |               |             | Mélanie Taravant        |
| Qui veut être mon associé ? | 2                         | 5 janvier     | 2 février   | Xavier Domergue         |
| L'amour est dans le pré     | 17                        | 22 août       | 14 novembre | Karine Le Marchand      |
| TMC                         |                           |               |             |                         |
| Quotidien                   | 7                         | 29 août       | En cours    | Yann Barthès            |
| C8                          |                           |               |             |                         |
| Touche pas à mon poste !    | 13                        | 29 août       | En cours    | Cyril Hanouna           |

## Jeux télévisés
| Émission                                        | Saison                                          | Date de début | Date de fin  | Présentation                                         | Notes                                                                  |
| TF1                                             | TF1                                             | TF1           | TF1          | TF1                                                  | TF1                                                                    |
| ----------------------------------------------- | ----------------------------------------------- | ------------- | ------------ | ---------------------------------------------------- | ---------------------------------------------------------------------- |
| Ninja Warrior : Le Parcours des héros           | 6                                               | 7 janvier     | 11 février   | Denis Brogniart Christophe Beaugrand Iris Mittenaere |                                                                        |
| The Voice : La Plus Belle Voix                  | 11                                              | 12 février    | 21 mai       | Nikos Aliagas                                        |                                                                        |
| Koh-Lanta : Le Totem maudit                     | Koh-Lanta : Le Totem maudit                     | 22 février    | 21 juin      | Denis Brogniart                                      |                                                                        |
| The Voice Kids                                  | 8                                               | 20 août       | 8 octobre    | Nikos Aliagas                                        |                                                                        |
| Star Academy                                    | 10                                              | 15 octobre    | 26 novembre  | Nikos Aliagas                                        | Prime-time les samedis à 21h10 Quotidiennes du lundi au samedi à 17h30 |
| France 2                                        |                                                 |               |              |                                                      |                                                                        |
| MasterChef                                      | 6                                               | 23 août       | 27 septembre | Agathe Lecaron                                       |                                                                        |
| M6                                              |                                                 |               |              |                                                      |                                                                        |
| Pékin Express : Sur les terres de l'aigle royal | Pékin Express : Sur les terres de l'aigle royal | 10 février    | 14 avril     | Stéphane Rotenberg                                   |                                                                        |
| Top Chef                                        | 13                                              | 16 février    | 15 juin      | Stéphane Rotenberg                                   |                                                                        |
| Pékin Express : Duos de choc                    | Pékin Express : Duos de choc                    | 6 juillet     | 10 août      | Stéphane Rotenberg                                   |                                                                        |
| Le Meilleur Pâtissier                           | 11                                              | 7 septembre   | 7 décembre   | Marie Portolano                                      |                                                                        |
| Lego Masters                                    | 3                                               | 27 octobre    | 17 novembre  | Éric Antoine                                         |                                                                        |

## Téléfilms
| Titre                       |              |            |              |              |              |          |  |  |              |
| --------------------------- | ------------ | ---------- | ------------ | ------------ | ------------ | -------- |  |  | ------------ |
| Menace sur Kermadec         | 23 janvier   |            | 28 janvier   |              | 4 février    |          |  |  |              |
| Handigang                   |              | 16 février |              | 2 mai        |              |          |  |  |              |
| Touchées                    |              | 23 février | 20 septembre | 22 septembre |              |          |  |  |              |
| Mise à nu                   | 14 mai       |            |              |              | 30 mars      |          |  |  |              |
| Poulets grillés             | 9 avril      |            |              |              |              | 26 avril |  |  |              |
| Tout le monde ment          | 28 août      |            | 23 août      |              | 31 août      |          |  |  |              |
| Champion                    | 30 août      |            |              | 5 septembre  |              |          |  |  |              |
| Le mystère Daval            | 6 septembre  |            |              | 12 septembre |              |          |  |  |              |
| Les Mystères de la duchesse | 10 septembre |            | 15 septembre |              | 17 septembre |          |  |  |              |
| La dernière Reine de Tahiti |              |            |              |              | 21 novembre  |          |  |  | 25 septembre |

## Séries télévisées

### Diffusées à la télévision en France
| Série                                       | Saison | Date de début | Date de fin  |
| TF1                                         | TF1    | TF1           | TF1          |
| ------------------------------------------- | ------ | ------------- | ------------ |
| Sam                                         | 6      | 3 janvier     | 24 janvier   |
| The Undoing                                 | 1      | 5 janvier     | 19 janvier   |
| Mon ange                                    | 1      | 6 janvier     | 13 janvier   |
| Une si longue nuit                          | 1      | 20 janvier    | 3 février    |
| Je te promets                               | 2      | 31 janvier    | 7 mars       |
| HPI                                         | 2      | 10 mai        | 16 juin      |
| Visions                                     | 1      | 16 mai        | 30 mai       |
| DOC                                         | 2      | 1er juin      | 20 juillet   |
| Superman & Loïs                             | 1      | 12 juillet    | 9-10 août    |
| Ici tout commence                           | 3      | 29 août       | 29 août 2023 |
| Demain nous appartient                      | 6      | 29 août       | 18 août 2023 |
| Good Doctor                                 | 5      | 31 août       | 26 octobre   |
| Vise le cœur                                | 1      | 1er septembre | 15 septembre |
| Les Combattantes                            | 1      | 19 septembre  | 10 octobre   |
| France 2                                    |        |               |              |
| L'Amour (presque) parfait                   | 1      | 19 janvier    | 2 février    |
| Ce que Pauline ne vous dit pas              | 1      | 9 mars        | 16 mars      |
| Canal+                                      |        |               |              |
| Halo                                        | 1      | 28 avril      | 19 mai       |
| Le Flambeau : Les Aventuriers de Chupacabra | 1      | 23 mai        | 6 juin       |
| Made for Love                               | 2      | 13 juin       | 8 juillet    |
| Tokyo Vice                                  | 1      | 15 septembre  | 6 octobre    |
| Paris Police 1905                           | 1      | 12 décembre   | 26 décembre  |
| M6                                          |        |               |              |
| This Is Us                                  | 5      | 6 janvier     | 20 janvier   |
| NCIS : Enquêtes spéciales                   | 19     | 1er mars      | 6 août       |
| Bull                                        | 6      | 7 mai         | 2 juillet    |
| Comme des gosses                            | 1      | 4 juillet     | 28 juillet   |
| En famille                                  | 11     | 1er août      | 19 août      |
| The Lost Symbol                             | 1      | 13 août       | 27 août      |
| Scènes de ménage                            | 14     | 22 août       | 30 juin 2023 |
| La Maison d'en face                         | 1      | 27 septembre  | 4 octobre    |

### Diffusées sur les plateformes de streaming dans le monde

#### Séries américaines et britanniques
| Série                                                  | Saison     | Date de début | Date de fin  | Notes                                                   |
| Adult Swim                                             | Adult Swim | Adult Swim    | Adult Swim   | Adult Swim                                              |
| ------------------------------------------------------ | ---------- | ------------- | ------------ | ------------------------------------------------------- |
| Rick et Morty                                          | 6          | 4 septembre   | 4 septembre  |                                                         |
| AMC+                                                   |            |               |              |                                                         |
| Fear the Walking Dead: Dead in the Water               | 1          | 10 avril      | 10 avril     |                                                         |
| Disney+                                                |            |               |              |                                                         |
| Moon Knight                                            | 1          | 30 mars       | 4 mai        |                                                         |
| How I Met Your Father                                  | 1          | 18 janvier    | 18 janvier   |                                                         |
| Miss Marvel                                            | 1          | 8 juin        | 13 juillet   |                                                         |
| Love, Victor                                           | 3          | 15 juin       | 15 juin      |                                                         |
| Only Murders in the Building                           | 2          | 28 juin       | 28 juin      | sur Hulu dans les pays non-francophones Renouvelée      |
| Baymax!                                                | 1          | 29 juin       | 29 juin      |                                                         |
| Sur ordre de Dieu                                      | 1          | 27 juillet    | 27 juillet   |                                                         |
| Je s'appelle Groot                                     | 1          | 10 août       | 10 août      | Renouvelée                                              |
| She-Hulk : Avocate                                     | 1          | 18 août       | 13 octobre   |                                                         |
| Cars : Sur la route                                    | 1          | 8 septembre   | 8 septembre  |                                                         |
| Apple TV+                                              |            |               |              |                                                         |
| The Afterparty                                         | 1          |               |              |                                                         |
| Bad Sisters                                            | 1          |               |              |                                                         |
| Hulu                                                   |            |               |              |                                                         |
| Candy                                                  | 1          |               |              |                                                         |
| Netflix                                                |            |               |              |                                                         |
| Archive 81                                             | 1          | 14 janvier    | 14 janvier   |                                                         |
| All of Us Are Dead                                     | 1          | 28 janvier    | 28 janvier   |                                                         |
| La Femme qui habitait en face de la fille à la fenêtre | 1          | 28 janvier    | 28 janvier   |                                                         |
| Inventing Anna                                         | 1          | 11 février    | 11 février   |                                                         |
| Vikings: Valhalla                                      | 1          | 25 février    | 25 février   |                                                         |
| Riverdale                                              | 6 (pt.2)   | 21 mars       | 1er août     | Renouvelée                                              |
| Peaky Blinders                                         | 6          | 3 avril       | 3 avril      |                                                         |
| Anatomie d'un scandale                                 | 1          | 15 avril      | 15 avril     |                                                         |
| Better Call Saul                                       | 6          | 18 avril      | 15 août      |                                                         |
| Battle Kitty                                           | 1          | 19 avril      | 19 avril     |                                                         |
| Heartstopper                                           | 1          | 22 avril      | 22 avril     | Renouvelée pour 2 saisons supplémentaires               |
| La Défense Lincoln                                     | 1          | 13 mai        | 13 mai       | Renouvelée                                              |
| Baby Boss : Retour au Berceau                          | 1          | 19 mai        | 19 mai       |                                                         |
| Surviving Summer                                       | 1          | 3 juin        | 3 juin       |                                                         |
| Borgen, une femme au pouvoir                           | 4          | 2 juin        | 2 juin       |                                                         |
| First Kill                                             | 1          | 10 juin       | 10 juin      | Annulée                                                 |
| Stranger Things                                        | 4          | 27 mai        | 1er juillet  | Diffusée en 2 parties Renouvelée pour une ultime saison |
| Boo, Bitch                                             | 1          | 8 juillet     | 8 juillet    |                                                         |
| Resident Evil                                          | 1          | 14 juillet    | 14 juillet   |                                                         |
| Remarriage and Desires                                 | 1          | 15 juillet    | 15 juillet   |                                                         |
| Respirer                                               | 1          | 28 juillet    | 28 juillet   |                                                         |
| Sandman                                                | 1          | 5 août        | 19 août      | Épisode 11 ajouté le 19 août                            |
| Locke & Key                                            | 3          | 10 août       | 10 août      | Dernière saison                                         |
| Échos                                                  | 1          | 19 août       | 19 août      |                                                         |
| Rick et Morty                                          | 5          | 25 août       | 25 août      | Disponible sur Adult Swim depuis le 20 juin 2021        |
| Devil in Ohio                                          | 1          | 2 septembre   | 2 septembre  |                                                         |
| Cobra Kai                                              | 5          | 9 septembre   | 9 septembre  |                                                         |
| Destin : La Saga Winx                                  | 2          | 16 septembre  | 16 septembre |                                                         |
| Dahmer - Monstre : L'Histoire de Jeffrey Dahmer        | 1          | 21 septembre  | 21 septembre |                                                         |
| Dynastie                                               | 5          | 24 septembre  | 24 septembre | Dernière saison                                         |
| Le téléphone de M. Harrigan                            | 1          | 5 octobre     | 5 octobre    |                                                         |
| The Midnight Club                                      | 1          | 7 octobre     | 7 octobre    |                                                         |
| Derry Girls                                            | 3          | 7 octobre     | 7 octobre    |                                                         |
| Exception                                              | 1          | 13 octobre    | 13 octobre   |                                                         |
| The Watcher                                            | 1          | 13 octobre    | 13 octobre   |                                                         |
| Les Papillons noirs                                    | 1          | 15 octobre    | 15 octobre   |                                                         |
| Le Cabinet de curiosités de Guillermo del Toro         | 1          | 25 octobre    | 25 octobre   |                                                         |
| Big Mouth                                              | 6          | 28 octobre    | 28 octobre   |                                                         |
| Manifest                                               | 4          | 4 novembre    | 4 novembre   |                                                         |
| The Crown                                              | 5          | 9 novembre    | 9 novembre   |                                                         |
| 1899                                                   | 1          | 17 novembre   | 17 novembre  |                                                         |
| Dead to Me                                             | 3          | 17 novembre   | 17 novembre  |                                                         |
| Mercredi                                               | 1          | 23 novembre   | 23 novembre  |                                                         |
| Emily in Paris                                         | 3          | 21 décembre   | 21 décembre  |                                                         |
| The Wicher : L'Héritage du Sang                        | 1          | 25 décembre   | 25 décembre  |                                                         |
| Man vs. Bee                                            | 1          | 24 juin       | 24 juin      |                                                         |
| Peacock                                                |            |               |              |                                                         |
| Angelyne                                               | 1          |               |              |                                                         |
| Bel-Air                                                | 1          |               |              |                                                         |
| Prime Video                                            |            |               |              |                                                         |
| Bosch : Legacy                                         | 1          |               |              |                                                         |
| The Boys présentent : Les Diaboliques                  | 1          |               |              |                                                         |
| Chloé                                                  | 1          |               |              |                                                         |
| Le Seigneur des anneaux : Les Anneaux de pouvoir       | 1          | 2 septembre   | En cours     |                                                         |
| Salto                                                  |            |               |              |                                                         |
| All American: Homecoming                               | 1          |               |              |                                                         |

#### Séries françaises
- Netflix : saison 1 de Les 7 Vies de Léa à partir du 28 avril.
- Prime Vidéo : saison 1 de Miskina, la pauvre à partir du 30 septembre.

#### Séries allemandes
- Netflix : saison 2 de Barbares à partir du 21 octobre[5].

#### Séries canadiennes
- Netflix : saison 1 de Fakes à partir du 2 septembre.

#### Séries espagnoles
| Série                | Saison  | Date de diffusion |
| Netflix              | Netflix | Netflix           |
| -------------------- | ------- | ----------------- |
| Alma                 | 1       |                   |
| Bienvenidos a Edén   | 1       |                   |
| Mentiras             | 1       |                   |
| Élite                | 5       | 5 avril           |
| #Philo : Sapere aude | 2       | 9 septembre       |
| Entrevías            | 1       |                   |
| Si j'avais su        | 1       | 28 octobre        |
| Smiley               | 1       | 7 décembre        |

#### Séries suédoises
- Netflix : saison 1 de The Playlist à partir du 13 octobre.

## Principaux décès
- 3 janvier : Igor Bogdanoff, animateur de télévision et essayiste français (° 1949) ;
- 4 janvier : Joan Copeland, actrice américaine (° 1922) ;
- 19 janvier : Gaspard Ulliel, acteur et mannequin français qui a joué son dernier rôle dans Moon Knight sur Disney+ (° 1984) ;
- 2 mars : Jean-Pierre Pernaut, présentateur du Journal de 13 heures sur TF1 pendant 33 ans (° 1950) ;
- 14 avril : Michel Bouquet acteur français (° 1925) ;
- 13 juillet : Charlotte Valandrey, chanteuse et actrice qui a notamment joué dans Demain nous appartient et fut la directrice de la saison 9 de la Star Academy (1968).